# Nicolae Comșa
A nu se confunda cu profesorul, preotul și filologul Nicolae Comsa (1905-1946)
Nicolae Comșa (n. 1869, Săliște, Sibiu – d. 27 noiembrie 1943, Sibiu) a fost medic, membru al Parlamentului Ungariei dualiste (una din cele două componente ale Imperiului Austro-Ungar), delegat la Marea Adunare Națională de la Alba Iulia, prefect al județului Sibiu și președinte al Comitetului de cenzori al Asociațiunii Transilvane pentru Literatura Română și Cultura Poporului Român (ASTRA).

## Biografie și familie
Nicolae Comșa s-a născut în anul 1869 în comuna Săliște, într-o familie numeroasă, acesta având încă trei frați. Urmează școala primară în comuna sa natală, iar studiile liceale la Liceul Săsesc din Sibiu și la Gimnaziul Greco-Oriental din Brașov. În toamna anului 1888 este admis la Facultatea de Medicină a Universității din Graz. În luna mai 1892 va însoți Deputațiunea română la Viena pentru a înmâna memorandumul împăratului Franz Joseph. După definitivarea studiilor universitare, Nicolae Comșa revine în Viena, unde se stabilește pentru o scurtă perioadă. Devine membru al Societății Academice „România Jună”, iar ulterior președinte al acesteia în perioada 1892-1895. Revine în Transilvania în comuna natală, unde profesează ca medic și devine o voce activă a comunității sale, deținând, printre alte funcții, și pe cea de președinte al comitetului parohial. În anul 1905, Nicolae Comșa obține mandatul de deputat al circumscripției electorale Cristian-Sibiu.

## Activitatea sa în jurul Unirii din 1918
În anul 1914, la izbucnirea Primului Război Mondial, Nicolae Comșa se refugiază la Viena, iar apoi este prins și dus la Csepreg. La data de 12 octombrie 1918, Nicolae Comșa va ajuta la redactarea și perfecționarea textului Declarației de la Oradea, pe care Alexandru Vaida-Voevod a citit-o în fața Parlamentului de la Budapesta două zile mai târziu. În ceea ce privește activitatea sa din cadrul Marii Adunări Naționale, Nicolae Comșa a ținut legături strânse cu Consiliul Național Român Central, având misiunea de a pregăti delegația localității sale natale pentru Marea Adunare. La 1 decembrie 1918, a participat la Marea Adunare Națională de la Alba Iulia și a fost ales membru al Sfatului Național Român. 

## Activitatea sa de după 1918
După Marea Unire, Nicola Comșa se reîntoarce în Sibiu, în calitate de medic primar, obținând și funcția de prefect al județului Sibiu. A fost un susținător avid al idealurilor ASTREI, devenind, după anul 1918, membru al asociațiunii și președinte al Comitetului de cenzori. A avut contribuții semnificative în dezvoltarea tehnicilor chirurgicale și a educației medicale în România.

## Moartea
Se stinge din viață la data de 27 noiembrie 1943, fiind înmormântat la Cimitirul Central din Sibiu în data de 30 noiembrie. La înmormântarea sa au participat personalități importante, precum: D.D. Roșca, Silviu Dragomir, Onisifor Ghibu, Ioan Lupaș, Cornelia Brediceanu, Alexandru Vaida-Voevod sau Vasile Hâncu.